# Квинт Опий
Квинт Опий (на латински: Quintus Oppius) е политик и сенатор на късната Римска република.
През 32 – 31 пр.н.е. той е проконсул, управител на римската провинция Сирия след Луций Калпурний Бибул. Сменен е от Квинт Дидий.